# Ладакхский автономный горный совет по развитию
Ladakh Autonomous Hill Development Council, Leh (дословно: Ладакхский автономный горный совет по развитию, Лех) — автономный горный совет, осуществляющий управление в округе Лех, что в штате Джамму и Кашмир, Индия.

## История
Совет создан в соответствии с Ladakh Autonomous Hill Development Council Act 1995 (актом о создании), выражавшего требования ладакхцев сделать Лех (округ) новой индийской союзной территорией, чтобы они не зависели от чуждых им по языку и религии кашмирцев. В октябре 1993, Парламент Индии и парламент Джамму и Кашмира согласились предать Леху статус Автономного горного совета. Совет был сформирован 28 августа 1995, после выборов. Первое заседание Совета состоялось в Лехе 3 сентября 1995. Подобный совет был создан и в соседнем Каргиле.

## Структура
Совет состоит из 30 советников, из которых 26 выбираются и 4 назначаются.
Исполнительную ветвь представляет собой «Исполнительный комитет» во главе с Chief Executive Councillor (Главный Исполнительный Советник), в настоящее время (2010) Ригзин Спалбар (ранее этот пост занимал Черинг Дорджай), и четырьмя Исполнительными Советниками. Начальник исполнительного совета является также и Председателем Совета и представителем-комиссаром округа (Сейчас[когда?] разделили посты).